# Petr Ginz

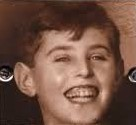
Petr Ginz

Petr Ginz (geboren am 1. Februar 1928 in Prag, Tschechoslowakei; gestorben am 28. September 1944 im KZ Auschwitz) war ein jugendlicher tschechischer Zeichner und Autor sowie Opfer der Schoah.

## Leben und Wirken

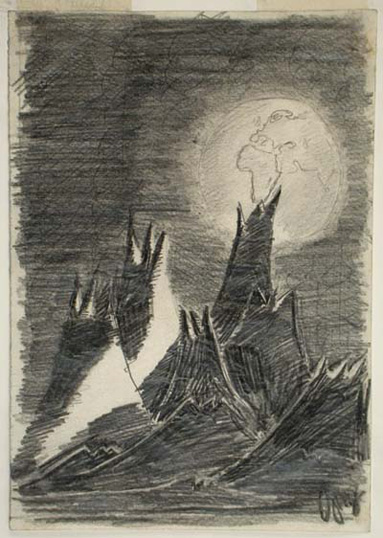
Mondlandschaft

Ginz war der Sohn eines tschechischen jüdischen Vaters Ota (1896 in Ždánice u Kouřimi–1976 in Kirjat Jam, auch Otto) und einer tschechischen Mutter Marie (1898 in Čibuz bei Hradec Králové–1990 in Israel, geborene Dolanská, später Mirjam oder Miriam), die sich 1921 auf einem Esperanto-Kongress kennenlernten, weshalb Petr und seine Schwester Eva neben Tschechisch auch Esperanto sprachen. Er wuchs in Prag auf und wurde im Oktober 1942 während der deutschen Besetzung der Tschechoslowakei im Ghetto Theresienstadt inhaftiert. Er war ein talentierter Zeichner und schrieb Geschichten und Romane, die sich an Jules Verne orientierten. Im Alter von 14 Jahren wurde er der erste und einzige Herausgeber der Jugendzeitschrift Vedem im Ghetto Theresienstadt. Bei vielen Ausgaben war er Autor, Lektor und Herausgeber in einer Person. Am 28. September 1944 wurde er von Theresienstadt ins KZ Auschwitz-Birkenau deportiert und dort in einer Gaskammer ermordet.
Im Jahre 2003 erhielt Petrs Schwester Chava Pressburger (geboren 1930 als Eva Ginzová, gestorben 2022), die den Holocaust überlebt hatte, die Nachricht aus Prag, dass Teile seiner Tagebücher dort auf einem Dachboden in Modřany wiedergefunden worden seien. In ihnen beschreibt Petr präzise und distanziert die zunehmende Einschränkung der Rechte der Juden und die beginnende Deportation von jüdischen Nachbarn während der deutschen Besatzung in Prag zwischen dem 19. September 1941 und dem 9. August 1942. Die deutschsprachige Ausgabe von Ginz’ Tagebuch wurde 2006 erstmals zusammen mit Linolschnitten, Zeichnungen sowie sechs Gedichten und Erzählungen aus der Zeit im KZ Theresienstadt veröffentlicht.

## Ehrungen und Gedenken

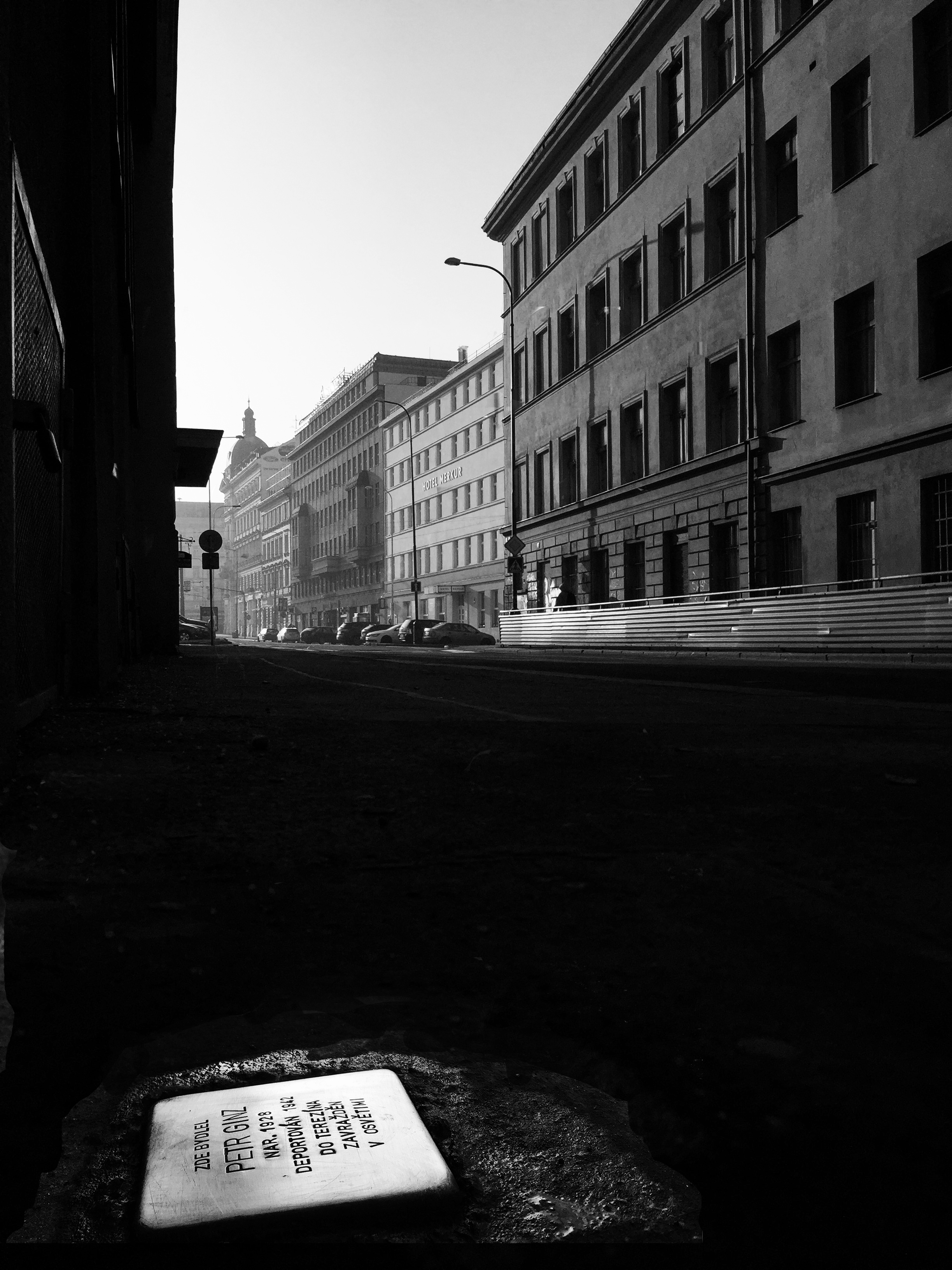
Stolperstein

In Prag wurde von Gunter Demnig vor dem Haus Stárkova 4 ein Stolperstein für Petr Ginz verlegt.
2005 gab die tschechische Post zur Erinnerung eine 31-KČ-Briefmarke der Mondzeichnung und eines Porträts heraus.
2007 widmete der Berlin Verlag dem Leben und Wirken Petr Ginz’ eine Ausstellung in Bremen, Berlin und Wien.

### Weltraum
Eine seiner Zeichnungen, auf der eine Mondlandschaft zu sehen ist, erlangte im Januar 2003 dadurch Berühmtheit, dass sie der israelische Astronaut Ilan Ramon als Kopie mit an Bord der Raumfähre Columbia genommen hatte. Auf diesem Weltraumflug wurde die Columbia am 1. Februar 2003 beim Wiedereintritt in die Erdatmosphäre zerstört, wobei alle Astronauten starben. Zum Gedenken an Ginz und Ramon wurde eine weitere Kopie der Zeichnung von Andrew Jay Feustel im Rahmen der ISS-Expedition 56 in den Weltraum mitgenommen, am Jom haScho’a 2018 sendete er eine Videobotschaft von der Internationalen Raumstation.
Der Asteroid 50413 wurde ihm zu Ehren Petrginz benannt.

## Werke
- Prager Tagebuch, 1941–1942. Hrsg. von Chava Pressburger (Schwester des Autors). Aus dem Tschechischen von Eva Profousová, Vorwort von Mirjam Pressler. Bloomsbury Kinderbücher und Jugendbücher, Berlin 2006 und 2007, ISBN 978-3-8270-5245-2 (Ausgaben u. a. in Tschechisch (Deník mého bratra 2004), Spanisch, Katalanisch und Esperanto erschienen, davor in Englisch 2007).
- We Are Children Just the Same: Vedem, the Secret Magazine by the Boys of Terezin. Hrsg. von Zdeněk Ornest, Marie Rút Křížková u. a. Jewish Publication Society of America, Philadelphia 1995, ISBN 0-8276-0534-X.
- Návštěva z pravěku. Roman. Illustriert von Petra Ginze [Hrsg. von Markéta Malisová]. Nakladatelství Franze Kafky, Praha 2007, ISBN 978-80-8691114-4.
- Dokumente von und zu Petr Ginz in den Sammlungen des Jüdischen Museums in Prag (jewishmuseum.cz).

## Musik
- Kantate «in memoriam Petr Ginz» für Sopran, Doppelchor, Streicher und Orgel von Stephan Reiß. Uraufgeführt 2007 in Bremen und Prag mit dem Disman Kinderchor des tschechischen Rundfunks und dem Kinder- und Jugendchor im Viertel, Bremen, unter der Leitung des Komponisten.
- The Last Flight Of Petr Ginz. Von John Califra. Das Philharmonia Bulgaria unter der Leitung von Christo Pavlov 2013[11]
- Zhudebněná báseň Petra Ginze – Blázen.Autor hudby: Linda Langerová. Kamera a střih: Matouš Bičák. Nahrávka vznikla v rámci 3.kola soutěže „Převezměte terezínskou štafetu“ v Terezíně 9. – 11. března 2012[12]

## Filmmaterial
- The last flight of Petr Ginz. Dir. by Sandy Dickson and Churchill Roberts. USA 2011.[13]